# Il giovane Lenin
Il giovane Lenin è una delle opere di Lev Trockij, una biografia di Lenin pubblicata nel 1936. Il libro si concentra sugli anni giovanili del rivoluzionario russo, dalla nascita al suo ventitreesimo anno d'età.

## Descrizione
Trockij aveva da tempo in progetto di scrivere una biografia completa di Lenin, ma nel corso del 1935 ebbe il tempo di scrivere soltanto i primi quindici capitoli, prima che la sua attenzione venisse distolta dai processi di Mosca del 1936. Dall'esilio, egli scrisse nel proprio diario: "Difficile attualmente lavorare al mio libro su Lenin, le idee ivi contenute risalgono al 1893!". Per la composizione dell'opera, Trockij non si avvalse dei suoi ricordi personali, in quanto l'autore non incontrò Lenin fino al 1902, mentre il libro si conclude nel 1893, quindi prima del loro incontro.
Trockij scrisse questo lavoro su Lenin con lo stesso spirito con il quale aveva redatto la sua Storia della rivoluzione russa. Il suo intento era quello di ristabilire la verità storica in opposizione alla scuola stalinista di falsificazione della storia. Secondo Trockij, i leader sovietici, non contenti di aver imbalsamato il corpo di Lenin, cercarono di forgiare una leggenda dorata di infallibilità intorno alla sua figura, che portò alla deturpazione della vita politica militante e del pensiero di Lenin stesso.
Il giovane Lenin non è una produzione agiografica su Lenin ma un tentativo di contestualizzare la vita del leader rivoluzionario per capirne la logica politica. A proposito dei biografi sovietici di Lenin, Trockij scrisse: "Questi devoti seguaci non raccontano così facilmente i fatti come realmente sono andati, perché non sono sufficientemente soddisfatti del maestro, e vogliono un Lenin "migliore"... ".

## Edizioni in lingua italiana
- Il giovane Lenin. La giovinezza di Lenin raccontata da un compagno di lotta, Milano, Arnoldo Mondadori Editore, 1971
- Il giovane Lenin. La formazione intellettuale e ideologica del più grande rivoluzionario del XX secolo, Milano, Oscar Mondadori, 1971